# Люзинско-вейхеровские говоры

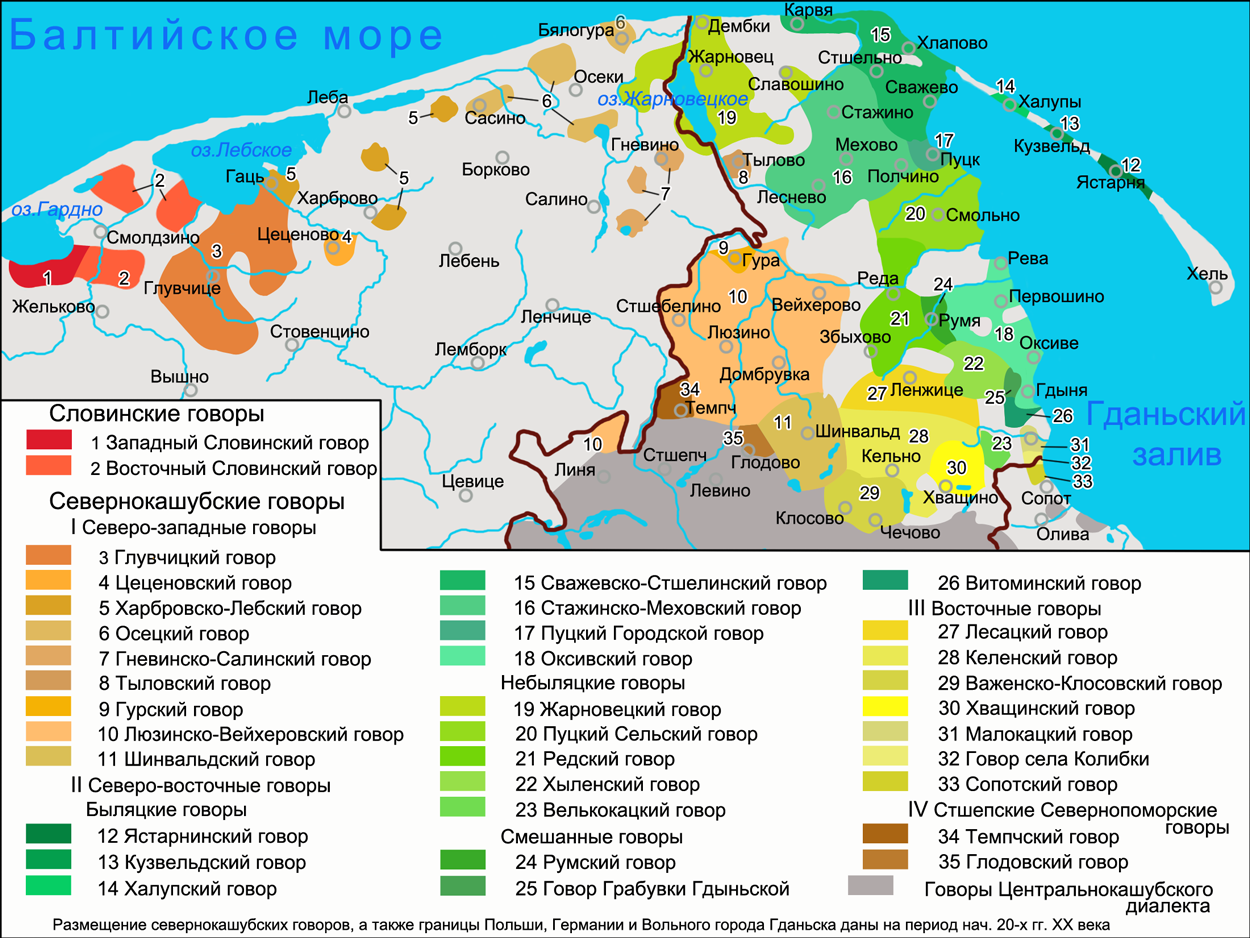
Территория размещения люзинско-вейхеровских говоров на карте Севернокашубского диалекта в начале XX века
На основе данных

Люзи́нско-вейхеро́вские го́воры кашу́бского языка́ (кашуб. lëzëńskô gwara, пол. gwara luzińsko-wejherowska) — говоры севернокашубского диалекта, распространённые в центре южной части Вейхеровского повята Поморского воеводства, в основном на территории гмины Люзино, сельской гмины Вейхерово и городской гмины Вейхерово (от которых происходит название говоров). В начале XX века на люзинско-вейхеровские говоры перешли носители малочисленного гурского говора (в окрестностях села Гура-Поморска). В сравнении с другими говорами севернокашубского диалекта люзинско-вейхеровские распространены на наибольшей по площади территории. В основе творчества известного кашубского поэта и публициста Л. Роппеля, родившегося в Вейхерово, а также Стефана Фикуса, родившегося в Люзино, лежат черты севернокашубского диалекта, прежде всего люзинско-вейхеровских говоров. Первым данные говоры выделил среди севернокашубских Г. Брониш, подробное описание их фонетики и морфологии дал К. Нич, изучением люзинско-вейхеровских говоров также занимался Ф. Лоренц, в классификации говоров кашубского языка, опубликованной в Поморской грамматике (Gramatyka Pomorska), он отнёс их к северо-западным говорам севернокашубской группы вместе с глувчицким, цеценовским, харбровско-лебским, осецким и некоторыми другими говорами. Исследователем современного состояния люзинско-вейхеровских говоров является Е. Тредер. Изучение говоров при составлении Атласа кашубского языка выявило утрату многих архаичных черт и сближение люзинско-вейхеровских говоров с центральнокашубскими.

## Область распространения
Люзинско-вейхеровские говоры размещаются в юго-западной части территории распространения современного севернокашубского диалекта, на юге они граничат со Стшепским говором центральнокашубского диалекта, на западе — с новыми смешанными диалектами польского языка (до Второй мировой войны с нижненемецкими говорами), с севера к люзинско-вейхеровским примыкают жарновецкие говоры, с востока — редский, лесацкий и келенский говоры севернокашубского диалекта. Среди северо-западных кашубских говоров (по классификации Ф. Лоренца) сохранились до настоящего времени только люзинско-вейхеровские говоры, носители остальных говоров перешли на немецкий язык или их говоры смешались с другими кашубскими (как тыловский, гурский и шинвальдский (шемудский) говоры). Сохранению родных говоров в гминах Люзино и Вейхерово способствовало то, что территория, на которой они распространены, дольше находилась в составе Речи Посполитой и в Польше в XX веке, также имели значение удалённость от крупных городов, многочисленность носителей говоров и сохранение ими католической веры. Различия между говорами сёл, входящими в люзинско-вейхеровский ареал незначительны, поэтому их часто рассматривают как один говор, по особенностям в фонетике иногда выделяется люзинский говор.

## Основные особенности говоров
Для люзинско-вейхеровских говоров характерны все диалектные явления севернокашубского диалекта, кроме этого их выделяют некоторые особенности:

### Фонетика
1. Распространение в прошлом противопоставления гласных по долготе и краткости — это был главный различительный признак, по которому Ф. Лоренц разделял говоры севера и юга Кашубии. Исследования, проводимые в 60 — 70-е гг. XX века при составлении атласа кашубского языка, показали, что данное явление уже не сохранилось в севернокашубском диалекте[11].
2. Произношение o на месте общекашубского ô: mo (кашуб. mô), (пол. ma). Подобное произношение встречается в косьцежском говоре южнокашубского диалекта[12]. В люзинском говоре чаще произносится на месте ô звук å[10].
3. Произношение u как и в польском языке — u: lud, cud (пол. lud, cud) в отличие от звука, близкого к тому, как в немецком языке произносится ü, распространённого в большинстве кашубских говоров: lüd, cüd и i в центральнокашубском диалекте: lid, cyd[12].
4. В соответствие общекашубскому o произносится je или e: cje (co), sjestra (sostra), njes (nos), złeti (złoti), zeljeny (zelony)[12], driega (droga), diebrze (dobrze) и т. п.[5].
5. В сочетании aN произносится ãn, как и в говорах центральнокашубского диалекта[10].
6. Тенденции сближения ë с e или с å: bółe (bëło), chécz (chëcz), wse (wsë)[5].
7. В люзинско-вейхеровских говорах (как и в словинских) отсутствует такая яркая общекашубская черта (также распространённая в боровяцких и крайняцких говорах польского языка) как переход мягких k’, g’ в ć, ʒ́: daleki (daleczi)[12][13].
8. Твёрдое произношение k и g: kełbasa, pakét, wãgel, в том числе перед окончанием -em: rogem, rokem и т. п. в отличие от мягких k’ и g’ в других севернокашубских и юго-западных говорах и ć, dź, cz, dż в центральнокашубских и юго-восточных говорах.
9. Произношение некоторых слов с sz на месте s: szmaka (smaka), sztrąd (strąd), sztréfle (stréfle); c ł на месте j: łagniã (jagniã) (в Стшебелино); w на месте ł (u): gwosny (głosny) (в Люзино и Вейхерово); żerdza (dzerdza).
10. Случаи произношения мягкого губного m с призвуком n, превращающимся в самостоятельную артикуляцию: gromnica, mniészi, mnie, mich и т. п.
11. Распространение центральнокашубского типа ударения на одной и той же морфеме: czarо́wnica, czarо́wnic, czarо́wnicama[10].

### Морфология и синтаксис
1. Окончания существительных в творительном пад. в люзинском говоре -om и -óm: niemcóm, lëdzom.
2. Формы глаголов 2-го лица мн. числа настоящего времени: gadita (gadôjta), pamiętita (pamiãtôjta)[5].
3. Среди севернокашубских архаичных явлений в морфологии выделяются: наиболее регулярное распространение нестяженных форм глаголов спряжений на -am и -em 1-го лица ед. числа настоящего времени: spiewajã и т. п.; окончаний глаголов -i или -ë в ед. и мн. числе повелительного наклонения: robi, niesëta и т. п.[6]
4. Архаичные черты словообразования, как и в быляцких говорах: словоформы на -iszcze, -ëszcze: ówsniszcze или ówsyszcze (пол. ściernisko po owsie, рус. стерни после овса), mrowiszcze (пол. mrowisko, рус. муравейник), toporzëszcze (пол. trzonek topora, рус. топорище) и т. п.; большая продуктивность форм на -ica (выполняющих также деминутивную функцию): wieszczerzëca (пол. jaszczurka, рус. ящерица); наличие прилагательных с приставкой są: sącelnô (пол. cielna, o krowie, рус. стельная, о корове), sąbagnô или sąbagniô (пол. kotna, o owcy, рус. суягная, об овце) и др. Кроме того широко распространено словообразование на -ew в отличие от общекашубских форм на -wa: plëszczew (plëskwa),kotew (kotwa), listew (listwa) и др.[6]